# Galatella linosyris
Galatella linosyris (também chamada goldilocks aster, e frequentemente conhecida pelos sinónimos Aster linosyris e Crinitaria linosyris) é uma espécie de planta perene da família Asteraceae que pode ser encontrada na Europa Oriental, Central e do Sul. Também pode ser encontrada na Grã-Bretanha, na parte sul da Escandinávia e na Ásia Menor. As flores são de cor amarela. As espécies têm caules de 10 a 50 centímetros. A planta não possui flores de raios, apenas flores de discos. Floresce de julho a setembro. Os frutos são aquênios. A espécie está sob protecção na República Checa.